# Dimanche sanglant de Bydgoszcz
Pour les articles homonymes, voir Bromberger.
 (octobre 2008).
Si vous disposez d'ouvrages ou d'articles de référence ou si vous connaissez des sites web de qualité traitant du thème abordé ici, merci de compléter l'article en donnant les références utiles à sa vérifiabilité et en les liant à la section « Notes et références ».

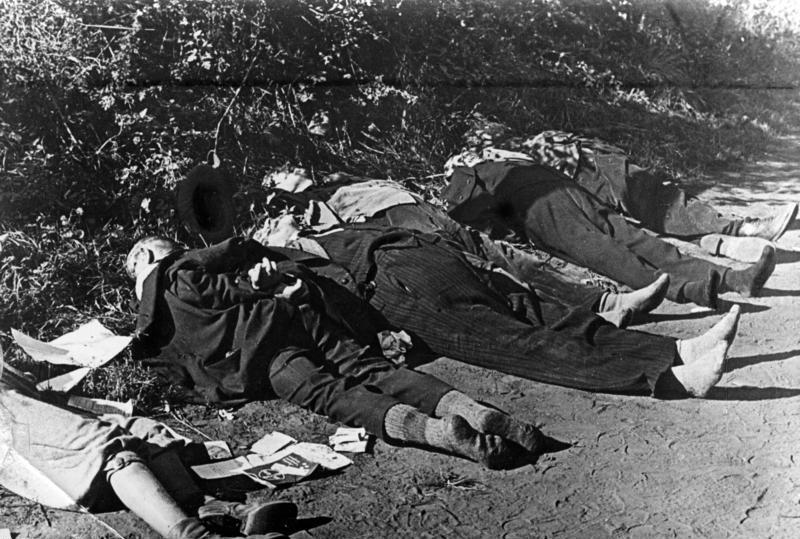
Victimes allemandes.

Le Dimanche sanglant de Bydgoszcz (en allemand : Bromberger Blutsonntag) est un épisode de la Seconde Guerre mondiale sur lequel la lumière se fait peu à peu. Il a eu lieu les 3 et 4 septembre 1939.

## Seconde Guerre mondiale
Bydgoszcz (en allemand : Bromberg) est une ville polonaise située sur la Vistule. Située en Prusse-Occidentale jusqu'en 1919, elle devint polonaise en même temps que la majorité de la province prussienne à la suite du traité de Versailles. Sa population allemande ne représente plus que 10 % de la population totale en 1931. Le 3 septembre 1939, deux jours après l’agression hitlérienne et l'invasion de la Pologne sans déclaration de guerre, un certain nombre d'Allemands y furent massacrés. La propagande de Goebbels parla alors de 58 000 morts qui fournirent le prétexte à des représailles sanglantes le 5 septembre quand la 50e division de la Wehrmacht entra dans la ville[réf. nécessaire]. Les Allemands regroupèrent des otages civils sur la place centrale et fusillèrent entre 300 et 400 d'entre eux. En représailles également, environ 28 000 des habitants de Bromberg ont été fusillés ou ont péri dans les camps de concentration dont de nombreux Juifs polonais. 

## Polémiques
Après la guerre, historiens allemands et polonais s’affrontèrent. Pour les premiers, on s'en était pris à des civils innocents parmi lesquels des femmes et des enfants. Pour les seconds, la cinquième colonne allemande avait essayé de prendre le contrôle de la ville et, depuis les toits des maisons, avait tiré sur l’armée polonaise. Vaincue, elle se repliait en désordre non sans faire quelques victimes dans les rangs allemands.
Depuis la chute du rideau de fer et du fait de l'éloignement des événements, les jugements se font plus objectifs. Le nombre des victimes allemandes est maintenant évalué entre mille et six mille morts, et plus près sans doute du premier chiffre que du second, mais on voit difficilement la trace d’une « cinquième colonne » et le carnage semble bien s'apparenter à ce qu'on appellerait aujourd'hui un massacre ethnique perpétré sur la population allemande civile.
Dans La Mort d'une légende (écrit en 1989 mais traduit seulement 14 années plus tard en polonais), l'auteur Günter Schubert (de), historien et journaliste, a écrit, contrairement à la position de l'historiographie allemande, que le 3 septembre 1939 à Bromberg s'est produite une révolte allemande préparée par des agents venus du IIIe Reich.